# ویلیام جکسون هامفریز
 ویلیام جکسون هامفریز (انگلیسی: William Jackson Humphreys؛ زاده ۳ فوریهٔ ۱۸۶۲ درگذشته ۱۰ نوامبر ۱۹۴۹) یک دانشمند اهل ایالات متحده آمریکا بود.